# Неголубой огонёк
«Неголубо́й огонёк» — российская новогодняя музыкальная телепередача, выходившая на телеканале REN-TV в новогоднюю ночь 2004 и 2005 годов. На концерте были представлены в основном песни из репертуара поп-исполнителей в исполнении рок-музыкантов, и наоборот. С 2018 года на телеканале «Россия-1» выходит телепередача под названием «Необыкновенный огонёк».

## История

### 2004
«Название „Неголубой огонек“ впервые появилось в первую ночь 2004 года, когда Михаил Козырев, Максим Виторган и команда „Нашего радио“ взялись за новогоднюю программу для телеканала „Рен-ТВ“. Идея „Неголубого огонька“ заключалась в сочетании несочетаемого и нарушении если не всех, то большинства канонов новогоднего телевидения. Ни одна песня не звучала в привычном виде. Филипп Киркоров и Гарик Сукачёв, Земфира и Инна Чурикова, Борис Гребенщиков и Александр Васильев, Машина Времени и Премьер-министр, группа Звери и Татьяна Буланова — это были неожиданные дуэты и парадоксальные кавер-версии. В результате эфир „Рен-ТВ“ в новогоднюю ночь добился неслыханных для себя рейтингов».
Первый выпуск получил премию «ТЭФИ» в номинации «Лучшая развлекательная программа». Его ведущими были Инна Гомес и Сергей Шнуров. В «Известиях» были отмечены мрачные шутки Шнурова, а также отдельные номера. В газете «Новые Известия» телешоу окрестили «ноу-хау» российского новогоднего эфира, а в журнале «Профиль» оно было описано как «антитеза официозу» и «уникальный союз рока и попсы».
1. Гимн СССР (5'Nizza)
2. Поэзия («Тату», Полюса)
3. С новым годом, крошка (Мумий Тролль)
4. Аргентина-Ямайка 5:0 (Чайф, Изумруд)
5. Песня о звёздах (Борис Гребенщиков, Александр Васильев) — песня Алексея Рыбникова на стихи Юлия Кима из фильма «Про Красную Шапочку».
6. Моя любовь (Би-2, Тамара Гвердцители)
7. Зимний сон (Billy's Band) — песня Александра Шевченко из репертуара Алсу
8. Ты дарила мне розы (Ночные снайперы, Дмитрий Певцов)
9. Маленькая страна (Агата Кристи) — песня Игоря Николаева из репертуара Наташи Королёвой
10. Марионетки (Машина времени, Премьер-министр)
11. WWW (Обморок И'Мама) — песня Сергея Шнурова
12. Я спросил у ясеня (Танцы минус) — песня Микаэла Таривердиева на стихи Владимира Киршона из фильма «Ирония судьбы, или С лёгким паром!»
13. Зачем топтать мою любовь (Блестящие, Смысловые галлюцинации)
14. Ветер перемен (Михаил Боярский, Чичерина) — песня Максима Дунаевского на стихи Наума Олева из фильма «Мэри Поппинс, до свидания!»
15. Свободу Анжеле Дэвис (Филипп Киркоров, Неприкасаемые)
16. Дожди-пистолеты (Татьяна Буланова, Звери)
17. Не парься (Михаил Башаков, Александр Жигалкин) — римейк песни Бобби Мак-Феррина «Don’t worry»
18. Холодным мужчинам (Мара)
19. Достучаться до небес (Би-2, Чайф) — музыка Шуры Би-2, слова Владимира Шахрина
20. Как прекрасен этот мир (Гуарана, СерьГа) — песня Давида Тухманова из репертуара ансамбля «Весёлые ребята»
21. «Последняя поэма» (Мультfильмы и Лена Перова)
22. Мне нравится (Сурганова и оркестр) — песня Микаэла Таривердиева на стихи Марины Цветаевой из фильма Ирония судьбы, или С лёгким паром!
23. Журавль по небу летит (Иван Демьян, Чайф, Изумруд) — песня Владимира Дашкевича на стихи Юлия Кима из фильма «Бумбараш»
24. Опиум для никого (A'Studio) — песня группы Агата Кристи
25. Непошлое (Земфира, Инна Чурикова)
26. «Васильки» (Чебоза & Дмитрий Маликов[6]) — переосмысление песни «Stan» Eminem'а
27. Из Алма-Аты (А-Студио, Ногу свело)
28. Прощальная песня (Несчастный случай, Секрет) — песня Геннадия Гладкова на стихи Юлия Кима фильма «Обыкновенное чудо»

#### Диск
В 2004 году композиции, исполненные на первом шоу, были выпущены под названием «Мешанина, или неГолубой огонёк 2004» на двух компакт-дисках. Видеоверсия вышла на VHS и DVD.
Курсивом выделены исполнители, из чьих репертуаров взяты исполняемые песни.
Диск 1
1. Моя любовь (Би-2, Тамара Гвердцители)
2. Ветер перемен (Михаил Боярский, Чичерина) — песня Максима Дунаевского на стихи Наума Олева из фильма «Мэри Поппинс, до свидания!»
3. Ты дарила мне розы (Ночные снайперы, Дмитрий Певцов)
4. Зимний сон (Billy's Band) — песня Александра Шевченко из репертуара Алсу
5. Я спросил у ясеня (Танцы минус) — песня Микаэла Таривердиева на стихи Владимира Киршона из фильма «Ирония судьбы, или С лёгким паром!»
6. Зачем топтать мою любовь (Блестящие, Смысловые галлюцинации)
7. Марионетки (Машина времени, Премьер-министр)
8. Свободу Анжеле Дэвис (Филипп Киркоров, Неприкасаемые)
9. Аргентина-Ямайка 5:0 (Чайф, Изумруд)
10. Поэзия («Тату», Полюса)
11. С новым годом, крошка (Мумий Тролль)
12. Гимн СССР (5'Nizza)
13. Казачья (Несчастный случай)
14. 36,6 (Тараканы!, Евгений Хавтан)
15. Мимино (S.P.O.R.T.)

Диск 2
1. Дожди-пистолеты (Татьяна Буланова, Звери)
2. Не парься (Михаил Башаков, Александр Жигалкин) — римейк песни Бобби Мак-Феррина «Don’t worry»
3. Достучаться до небес (Би-2, Чайф) — музыка Шуры Би-2, слова Владимира Шахрина
4. Как прекрасен этот мир (Гуарана, СерьГа) — песня Давида Тухманова из репертуара ансамбля «Весёлые ребята»
5. На запах (Чичерина)
6. Прощальная песня (Несчастный случай, Секрет) — песня Геннадия Гладкова на стихи Юлия Кима фильма «Обыкновенное чудо»
7. Мне нравится (Сурганова и оркестр) — песня Микаэла Таривердиева на стихи Марины Цветаевой из фильма Ирония судьбы, или С лёгким паром!
8. Журавль по небу летит (Иван Демьян, Чайф, Изумруд) — песня Владимира Дашкевича на стихи Юлия Кима из фильма «Бумбараш»
9. Холодным мужчинам (Мара)
10. Непошлое (Земфира, Инна Чурикова)
11. Зима (Иван Демьян, Н. Мещанинова)
12. Из Алма-Аты (А-Студио, Ногу свело)
13. WWW (Обморок И'Мама) — песня Сергея Шнурова
14. Поезд в огне (Billy's Band) — песня группы Аквариум, автор Борис Гребенщиков
15. Скутер (S.P.O.R.T.)
16. Happiness (Игорь Вдовин)

В сети можно встретить вариант треклиста, включающий ещё две композиции, прозвучавшие в телепередаче:
1. Песня о звёздах (Борис Гребенщиков, Александр Васильев) — песня Алексея Рыбникова на стихи Юлия Кима из фильма «Про Красную Шапочку». Песня стала победителем хит-парада «Чартова дюжина» по итогам 2004 года. Издана в 2006 году в составе трибьюта Алексея Рыбникова «На перекрёстках детства»
2. Маленькая страна (Агата Кристи) — песня Игоря Николаева из репертуара Наташи Королёвой

Эти треки отсутствуют в оригинальном издании, но включаются под номерами 17 и 18 в раздачи сборника на многих торрент-трекерах и сайтах, торгующих нелицензионными аудиоматериалами.
Песни, не вошедшие в CD
- «Последняя поэма» — Мультfильмы и Лена Перова
- «Опиум для никого» (песня группы Агата Кристи) — A'Studio
- «Васильки» (оригинал Eminem — «Stan») — Чебоза & Дмитрий Маликов[6]

### 2005
На «Неголубом огоньке — 2» 2005 года исполнялись песни советского времени. По сравнению с выпуском 2004 года он собрал меньшую зрительскую аудиторию. Той же ночью телеканал НТВ провёл похожий концерт под названием «Первая ночь с Олегом Меньшиковым». Продюсером обоих проектов был Михаил Козырев, режиссёром — Максим Виторган.

#### Диск
Альбом под названием «Мешанина или неГолубой огонек 2» был выпущен в 2005 году.
1. БИ-2 и Василий Уткин — Снег кружится
2. Николай Фоменко и Бобры — Идет солдат по городу
3. Тайм-Аут и Сергей Белоголовцев — Буратино

1. Вячеслав Бутусов, Каберне Денёв, Владимир Шаинский — Улыбка
2. ЧайФ и Детский хор — Оранжевая песня
3. Ва-Банкъ и Лена Перова — Последняя электричка
4. Евгений Феклистов, Святослав Вакарчук, Рейнарс Кауперс — Постой, паровоз
5. Ундервуд и Амалия — Гагарин, я вас любила
6. Гonja и Олег Газманов — Держи меня, соломинка
7. Обморок и Мама — Катюша
8. Кукрыниксы — Свадьба
9. Линда — Летите, голуби
10. Премьер-министр и Lumen — Белые розы
11. МультFильмы и Владимир Турчинский — Когда мои друзья со мной
12. Жанна Фриске и Максим Покровский — Малиновка
13. Запрещенные Барабанщики — Про животных
14. Владимир Пресняков и Приключения Электроников — Беловежская пуща
15. Сурганова и Оркестр — Песня о Щорсе
16. Браво и Светлана Сурганова — Чудесная страна
17. Валентина Толкунова и Uma2rmaH — Прасковья
18. Михаил Боярский и Оркестр Зачем — Ленинградские вечера
19. Zdob Si Zdub и Сливки — Смуглянка

на CD не вошли
- «Оранжевое настроение» — Чайф и детский хор «Талисман»
- «Улыбка» — Cabernet Deneuve и Вячеслав Бутусов
- «Щорс» — Сурганова и оркестр
- «Катюша» — Обморок И'Мама
- «Ленинградские вечера» — Михаил Боярский и Оркестр Зачем
- «Гагарин» — Ундервуд и Амалия Мордвинова
- «Талалихин» — Х. З. и Марина Хлебникова
- «Снег кружится…» — Би-2 и Василий Уткин
- «Малиновка» — Максим Покровский и Жанна Фриске
- «Свадьба» — Кукрыниксы и Алёна Апина

#### Первая ночь с Олегом Меньшиковым
CD1:

1. Ну и ладно, ну и до свидания — Олег Меньшиков, «Дискотека Авария», Рушан Аюпов

2. Танго — Лайма Вайкуле, «Враги»

3. Настасья — Вячеслав Бутусов, «Ю-Питер», Пелагея

4. Все пройдет — Сурганова, Дмитрий Певцов, Дмитрий Харатьян

5. Мой друг (лучше всех играет блюз) — «Машина времени», «УмаТурман»

6. В темноте — «Ногу Свело!», Марат Башаров, Оркестр под управлением О. Лундстрема

7. Позвони мне позвони — Олег Меньшиков, «Ночные Снайперы»

8. О любви — «SMASH!!», Олег Меньшиков, Фред Занин

9. Танец на барабане — Александр Семчев, «Бобры»

10. Танго Магнолия — Олег Меньшиков, Иван Демьян, «7Б»

11. В Москве наступает полночь — «Моральный Кодекс», Олег Меньшиков, Оркестр под управлением О. Лундстрема

12. А вы-то кто? — Филипп Киркоров, «Два самолета»

13. Оторвемся по-питерски — «Отпетые мошенники», «Billy’s Band»

14. Никого не жалко — «Cosmos»

15. Остров детства — Михаил Боярский, «Торба-на-Круче»

16. Зимняя песня — «Dub Constructor»

CD2:

1. Невероятная история — «Би-2», Театр песни «Талисман»

2. Та, вместо которой — Олег Меньшиков, Полина Кутепова, Ксения Кутепова, «Замша»

3. Часики — «Наив»

4. Вася — «Браво», Б. Новик

5. На войне как на войне — Дмитрий Дюжев, Андрей Мерзликин, Владимир Вдовиченков, Павел Майков, Максим Коновалов

6. Прощай, детка, прощай — «ЧайФ», Николай Фоменко

7. О нём — «Обморок и Мама»

8. Неоновый ковбой — Animal Jazz, Сергей Шнуров, Жанна Фриске

9. Костюмчик — «Zdob Si Zdub», Эммануил Виторган

10. Come Together — Евгений Гришковец, «Бигуди», «Блестящие»

11. Все, что тебя касается — «Звери», Екатерина Гусева

12. Bessa Me Mucho — Ирина Апексимова, «Агата Кристи»

13. Любовь и бедность — Юрий Башмет, «Ленинград»

14. Песня волшебника — Олег Меньшиков, Илья Лагутенко

15. Снег идет — «Несчастный случай»

16. Танцы — «Паперный Т. А..М…»

### 2012
Осенью 2012 года в Crocus City Hall должны были состоятся съемки возобновленного проекта. «И вот „Неголубой огонек“ возвращается. Продюсерский тандем Михаила Козырева и Максима Виторгана, оценив состояние новогодних программ последних лет, понял, что в жизни и сегодня „есть место подвигу“. Устаревшие лекала, затасканные идеи, не меняющийся десятки лет состав звезд; просмотр телевизора в новогоднюю ночь стал почти невыносимым занятием для современных и остроумных людей». Но «с ним что-то не выгорело», и в зале вместо этого было отпраздновано 5-летие телепередачи М. Козырева «Мишанина».

### 2014
Осенью 2013 года в «Крокус Сити Холле» прошли съемки концерта «неГолубой огонек». В отличие от предыдущих выпусков, в съемке не участвовали рок-коллективы.
Ведущие — Лолита и Стас Пьеха. В концерте участвовали Юрий Антонов, Стас Михайлов, Николай Носков, Сергей Трофимов, Стас Пьеха, «А-студио», Денис Майданов, Надежда Кадышева, Сосо Павлиашвили, Алексей Чумаков, Тамара Гвердцители, Дима Билан, Ани Лорак, Алсу, «Потап и Настя», Таисия Повалий, Петр Дранга, Александр Маршал. Показ 6 января 2014 на канале «Россия-1».
1. Лолита — «Всё стало вокруг голубым и зеленым»
2. Юрий Антонов — «Бабье лето» (собственная песня)
3. Надежда Кадышева и ансамбль «Золотое кольцо» — Nah Neh Nah (русский текст)
4. Потап и Настя — «О Боже, какой мужчина» (песня «Натали»)
5. Стас Михайлов — «Озноб души» (собственная песня)
6. Тамара Гвердцители и Денис Майданов — «Червона рута»
7. Олег Газманов — «Держи меня, соломинка, держи!» (в стиле регги; песня А. Пугачевой)
8. Ани Лорак — «Обернитесь» (песня Г. Лепса)
9. Сосо Павлиашвили — «Районы кварталы» (песня группы «Звери»)
10. Лариса Долина — «Простится» (песня группы Uma2rmaH)
11. Александр Маршал и победительница шоу «Фактор А» Мали — «Курю» (песня Елены Ваенги)
12. Николай Носков — «Тонкая рябина»
13. Алексей Чумаков — «Белый лебедь» (песня группы «Лесоповал»)
14. А-Студио — «Белые розы» (песня Ю. Шатунова)
15. Сергей Трофимов — «Песня про зайцев»
16. Дима Билан — «Ночной каприз» (песня группы «Моральный кодекс»)
17. Петр Дранга — Tu vuò fà l’americano
18. Алсу — «Горчит калина» (песня Л. Успенской)
19. Стас Пьеха — «Песня о настоящем индейце» (песня группы «Ноль»)
20. Александр Буйнов — «Кайфуем» (песня Арсена Петросова)
21. Таисия Повалий и Глеб Матвейчук — «Дорогой длинною»

## Авторские права
26 июля 2004 года Игорь Николаев обвинил группу «Агата Кристи» в незаконном исполнении его песни «Маленькая страна». Коллектив сыграл её на «Неголубом огоньке» и продолжил исполнять эту песню на концертах по просьбам зрителей. В ответ на обвинение Николаева музыканты заявили, что все формальные процедуры были соблюдены.